# زهايمر (فلم)
زهايمر هو فيلم كوميدي اجتماعي مصري أصدر سنة 2010م، من بطولة عادل إمام ونيللي كريم ومن إخراج عمرو عرفة وتأليف نادر صلاح الدين.

## القصة
يبدأ الفيلم بمحاولة أبناء محمود شعيب "عادل إمام"، إيهامه بأنه مريض بألزهايمر، ليكسبوا قضيتهم في المحكمة والتصرّف في ممتلكاته، وذلك بسبب رفض والدهم مساعدتهم في القضايا المالية التي عليهم، إلا أنه يكتشف مؤامرتهم، ويبدأ بخداعهم بأنه مريض فعلًا بألزهايمر، وإيقاعهم في مقالب بأسلوب كوميدي بمساعدة العاملين لديه في القصر.

## البطولة
تمثيل:
| - عادل إمام بدور (محمود شعيب) - فتحي عبد الوهاب بدور (سامح محمود شعيب) - أحمد رزق بدور (كريم محمود شعيب) - نيللي كريم بدور (الممرضة منى) - أحمد راتب بدور (شافعي، شريك أولاد محمود شعيب) - إسعاد يونس بدور (طبيبة) - سعيد صالح بدور (عمر صديق محمود) - لطفي لبيب بدور (محامي أولاد محمود) | - إيمان السيد بدور (إجلال..الخادمة) - ضياء الميرغني بدور (حامد..الخادم) - رانيا يوسف بدور (زوجة كريم) - محمد الصاوي بدور (عيد..الجنايني) - يوسف عيد بدور (السباك) - ياسر علي ماهر بدور (القاضى) - هناء عبد الفتاح بدور (الدكتور شاكر) - رفيق علي أحمد بدور (عدنان) |  |

## طاقم العمل
طاقم عمل الفيلم:
- تأليف:
  - نادر صلاح الدين (قصة وسيناريو وحوار)
- إخراج:
  - مصطفى أبو سيف (مخرج سكريبت)
  - عمرو عرفة (مخرج)
- تصوير:
  - محسن أحمد (مدير التصوير)
- مونتاج:
  - معتز الكاتب (مونتير)
- صوت:
  - هشام بلال (مهندس صوت)
  - أحمد سليمان (مهندس الصوت)
- إنتاج:
  - علي حسن (مدير إنتاج)
  - إسعاد يونس (منتج)
  - عماد مراد (منتج فني)
  - الشركة العربية للإنتاج والتوزيع السينمائي (منتج)
  - شريف شحاته (مدير إنتاج)
  - علي حسن سالم (مدير اداره الإنتاج)
- توزيع:
  - إسعاد يونس (موزع)
  - الشركة العربية للإنتاج والتوزيع السينمائي (موزع)
- موسيقى:
  - محمد حماقي (الألحان والموسيقى التصويرية)
  - عمر خيرت (الألحان والموسيقى التصويرية)
- دعاية:
  - عبد الجليل حسن (مستشار إعلامي)
- ديكور:
  - صلاح مرعى (مهندس الديكور)

## وصلات خارجية
- مقالات تستعمل روابط فنية بلا صلة مع ويكي بيانات